# Cattedrale ortodossa della Santissima Trinità (Chicago)
La cattedrale ortodossa della Santissima Trinità  (in inglese: Holy Trinity Orthodox Cathedral) è la chiesa cattedrale della Diocesi del Midwest della Chiesa ortodossa in America. È una delle sole due chiese progettate da Louis Sullivan, uno degli architetti più importanti della fine del XIX e dell'inizio del XX secolo. È inserita nel Registro Nazionale dei Luoghi Storici degli Stati Uniti ed è designata come Landmark di Chicago.

## Storia
La chiesa fu commissionata da una crescente comunità ortodossa composta da Rusyn, Russi, Serbi e Greci residenti di Chicago, e sorge nel quartiere oggi noto come Ukrainian Village. I fondatori della chiesa erano immigrati dai Rusyn dei Carpazi, dalla Galizia e dai Balcani. Rimane una delle sole due chiese ortodosse che servono la comunità ortodossa cristiana di Ukrainian Village. I lavori di costruzione, parzialmente finanziati da una donazione di 4.000 rubli o circa $2700 dallo zar San Nicola II di Russia, e Louis Sullivan donò parte della sua tariffa di circa $1250 e l'elaborato lampadario realizzato da Healy & Millet (valore sconosciuto). La chiesa conserva molte caratteristiche dell'architettura russa, tra cui una cupola ottagonale e un campanile frontale. Si ritiene che gli emigranti desiderassero che la chiesa fosse "richiamo dei piccoli, intimi edifici rurali che lasciarono alle spalle nel Vecchio Mondo". Le fonti archivistiche indicano come una particolare ispirazione per il progetto finale una piccola chiesa di legno nel villaggio siberiano di Tatarskaya. A questa base tradizionale russa del progetto complessivo, Sullivan aggiunse elementi decorativi più caratteristici del suo più ampio corpus di opere, influenzati dall'Art Nouveau e dai movimenti Arts and Crafts, come si vede, ad esempio, nel disegno decorativo sopra l'ingresso occidentale della chiesa, l'inquadramento di finestre e tetto, e il campanile e le cupole.
La chiesa è evidenziata in numerosi libri sull'architettura ecclesiastica, tra cui Chicago Churches: A Photographic Essay di Elizabeth Johnson (Uppercase Books Inc, 1999) e The Spiritual Traveler's Guide to Chicago and Illinois di Marilyn Chiat (HiddenSpring 2004). La chiesa fu consacrata da San Tikhon di Mosca e fu sotto la guida spirituale di John Kochurov durante i suoi primi anni.
La chiesa fu elevata a cattedrale nel 1923 e oggi è membro della comunità ortodossa di Chicago. Serve come chiesa cattedrale della Diocesi del Midwest della Chiesa Ortodossa in America.

## Galleria d'immagini

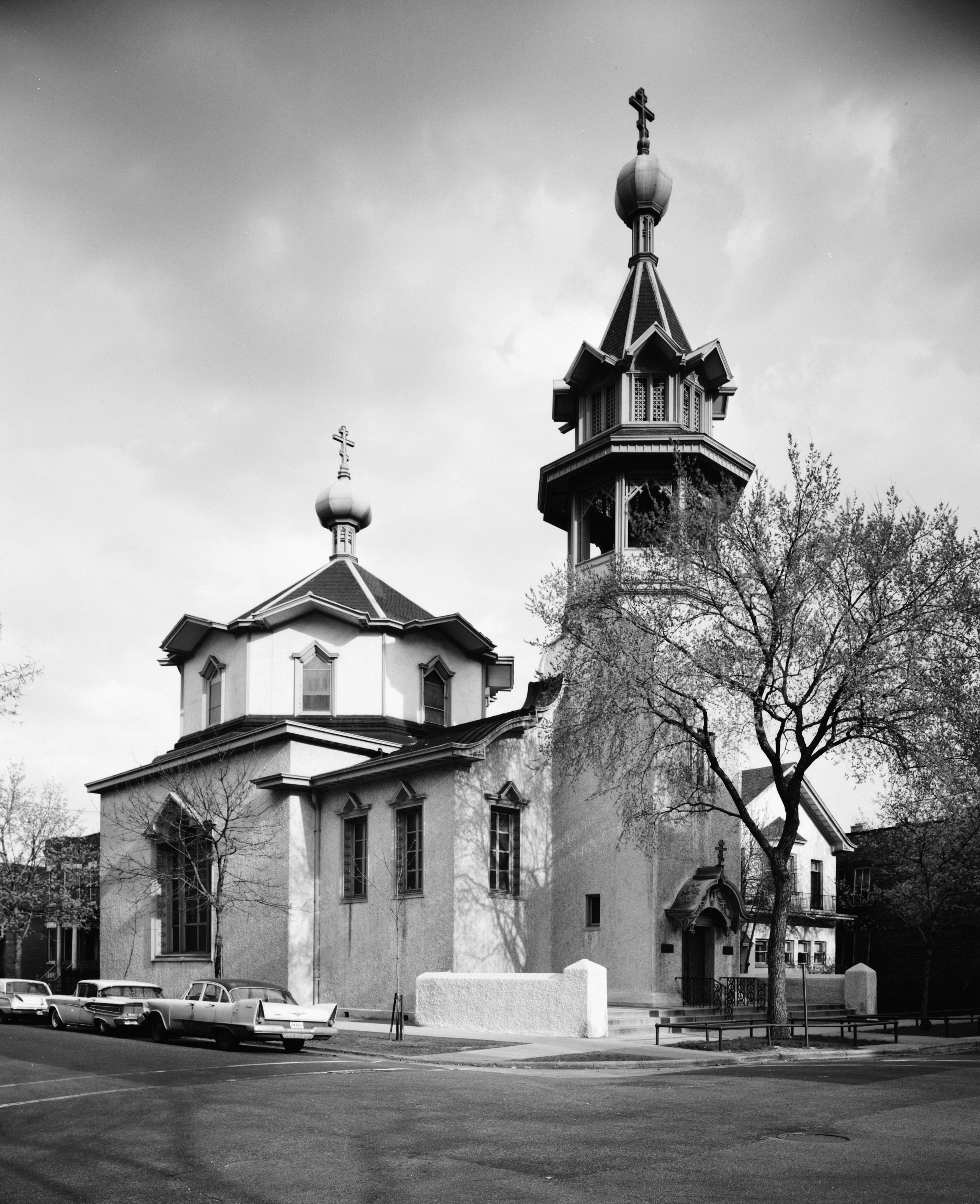
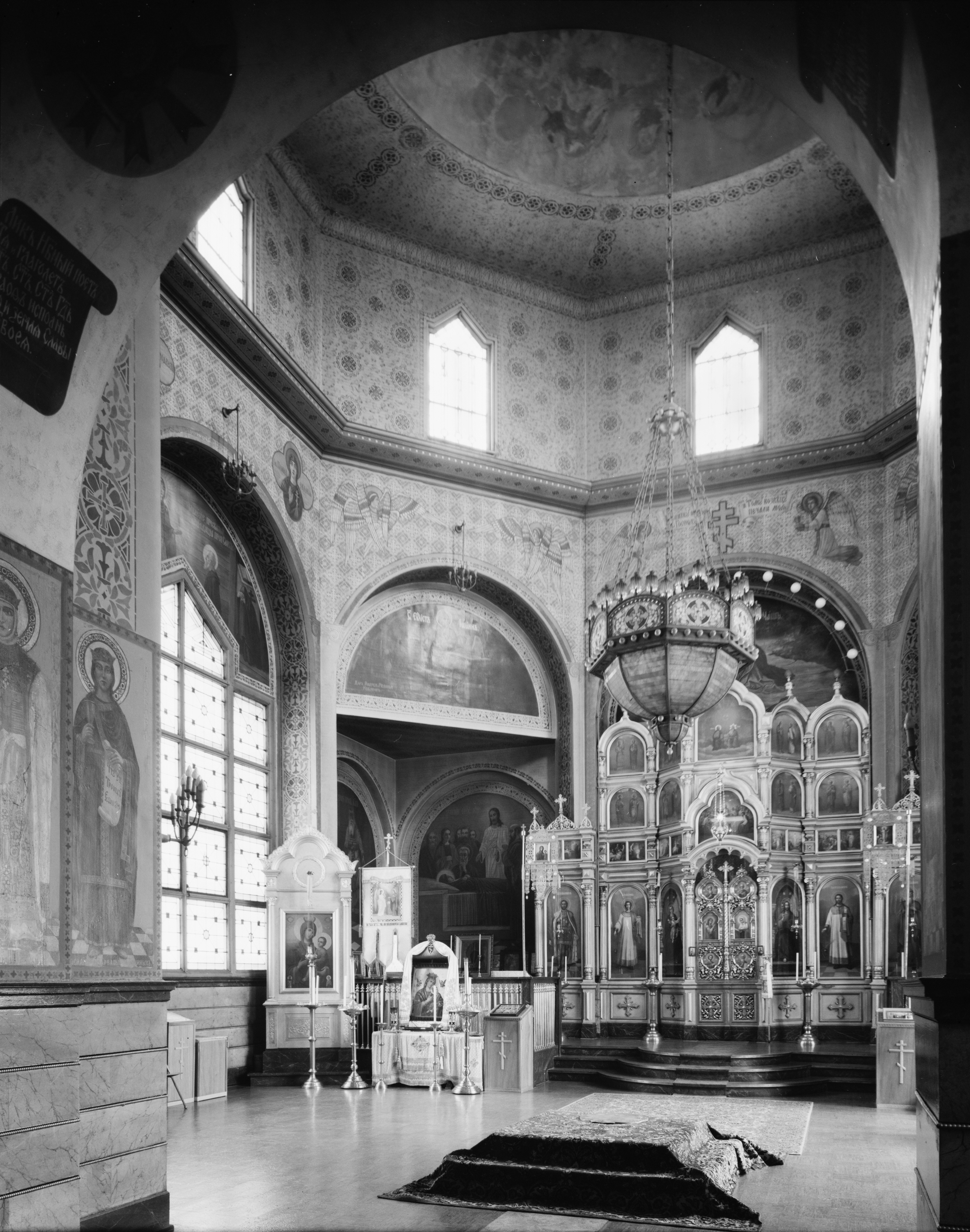
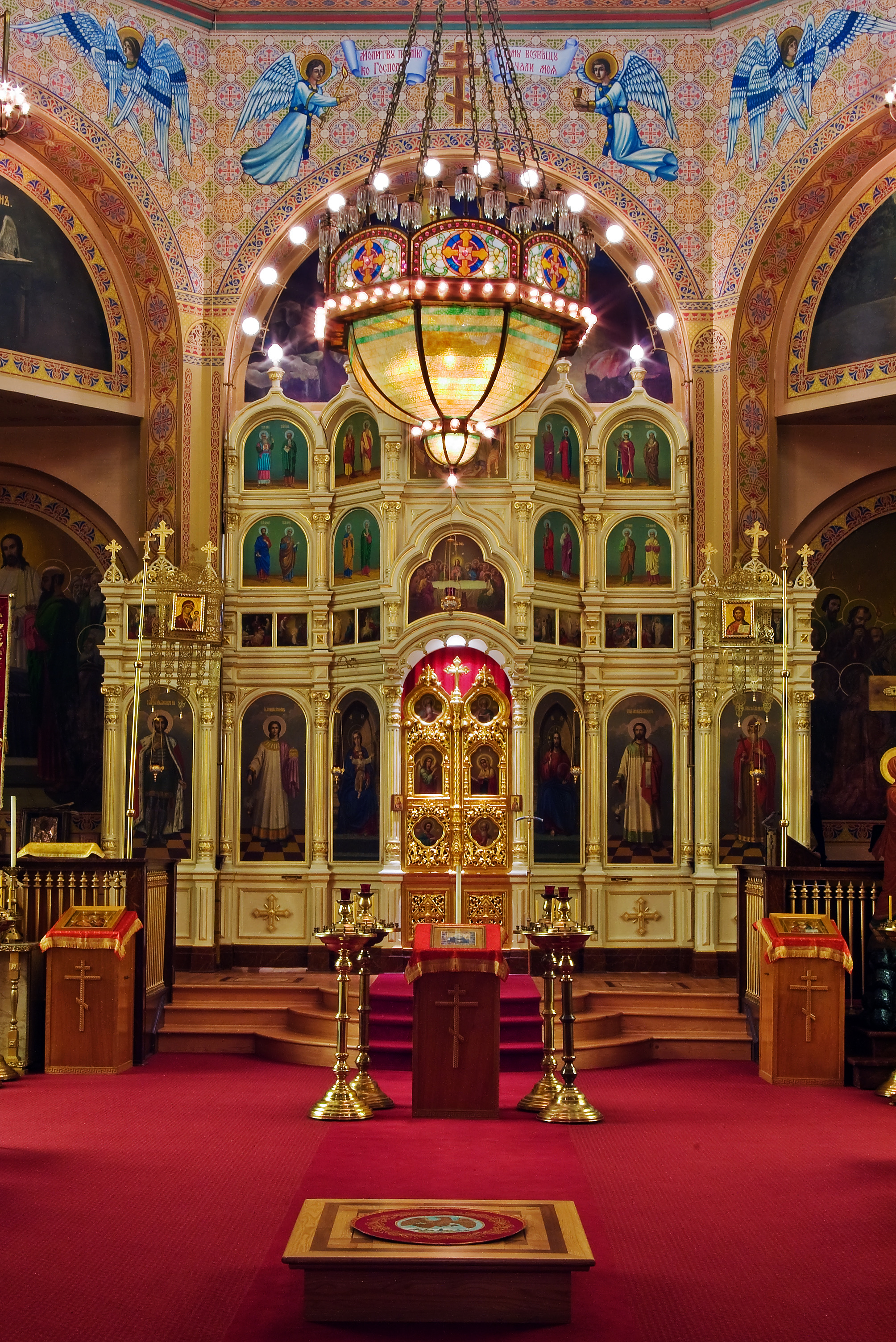
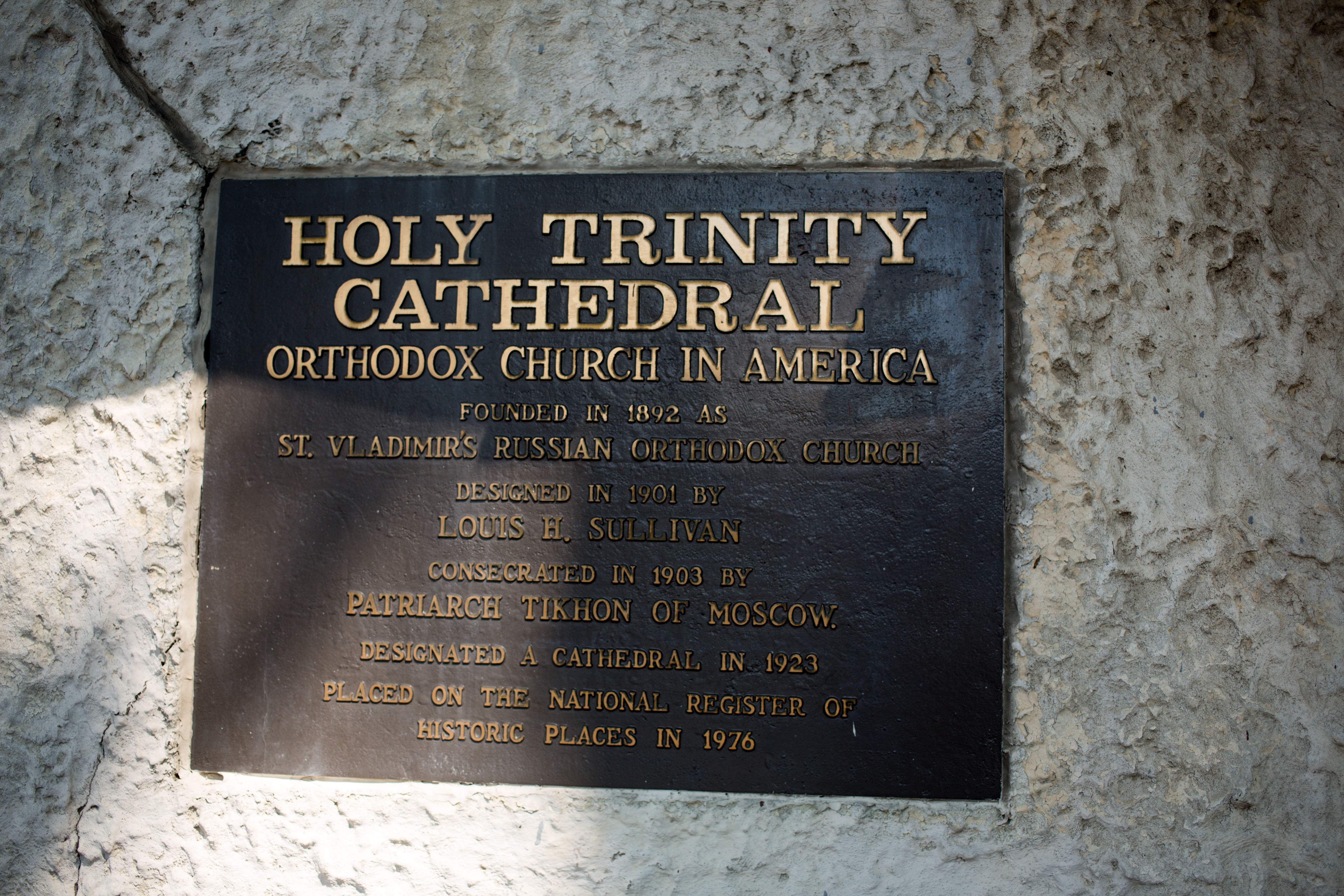
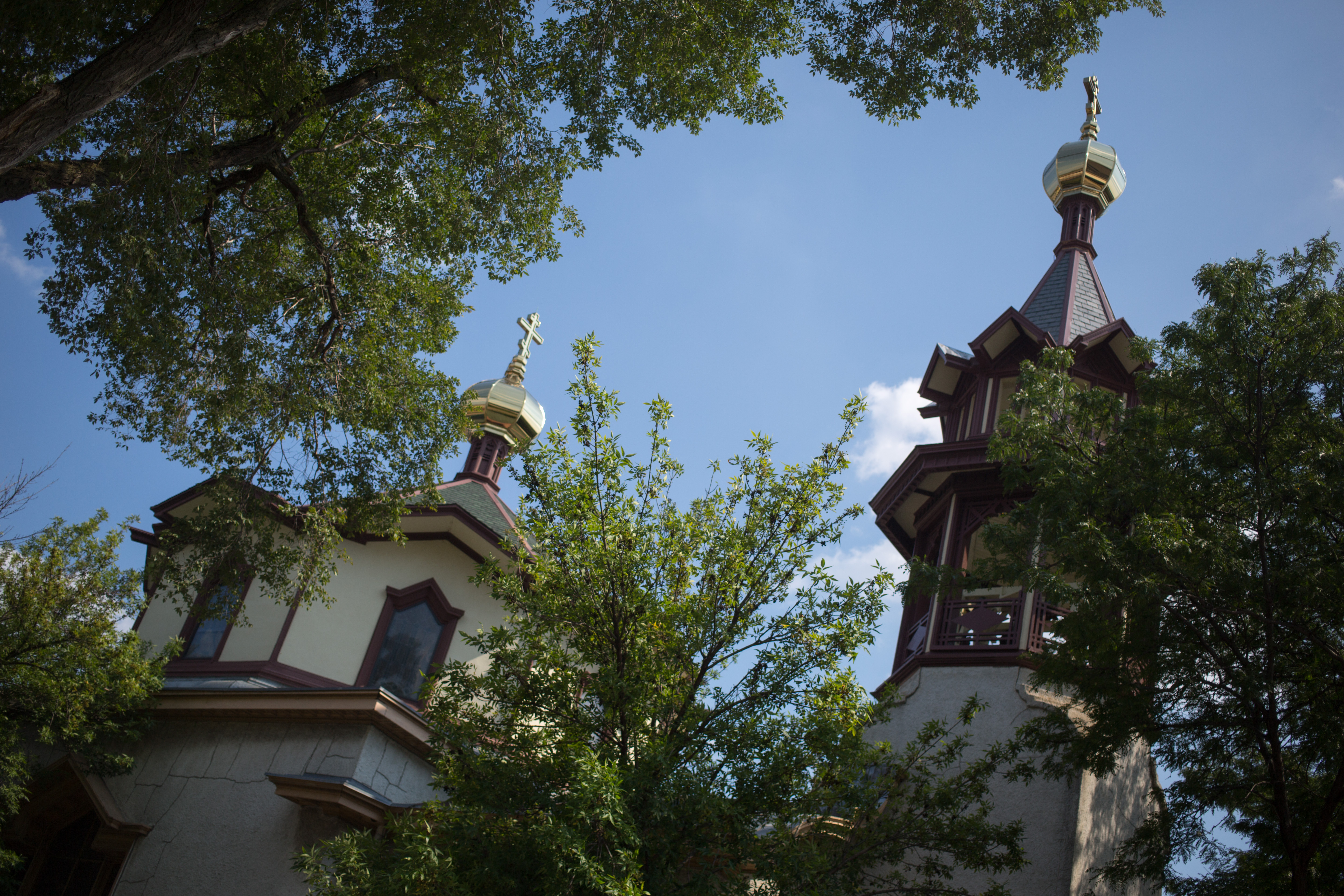
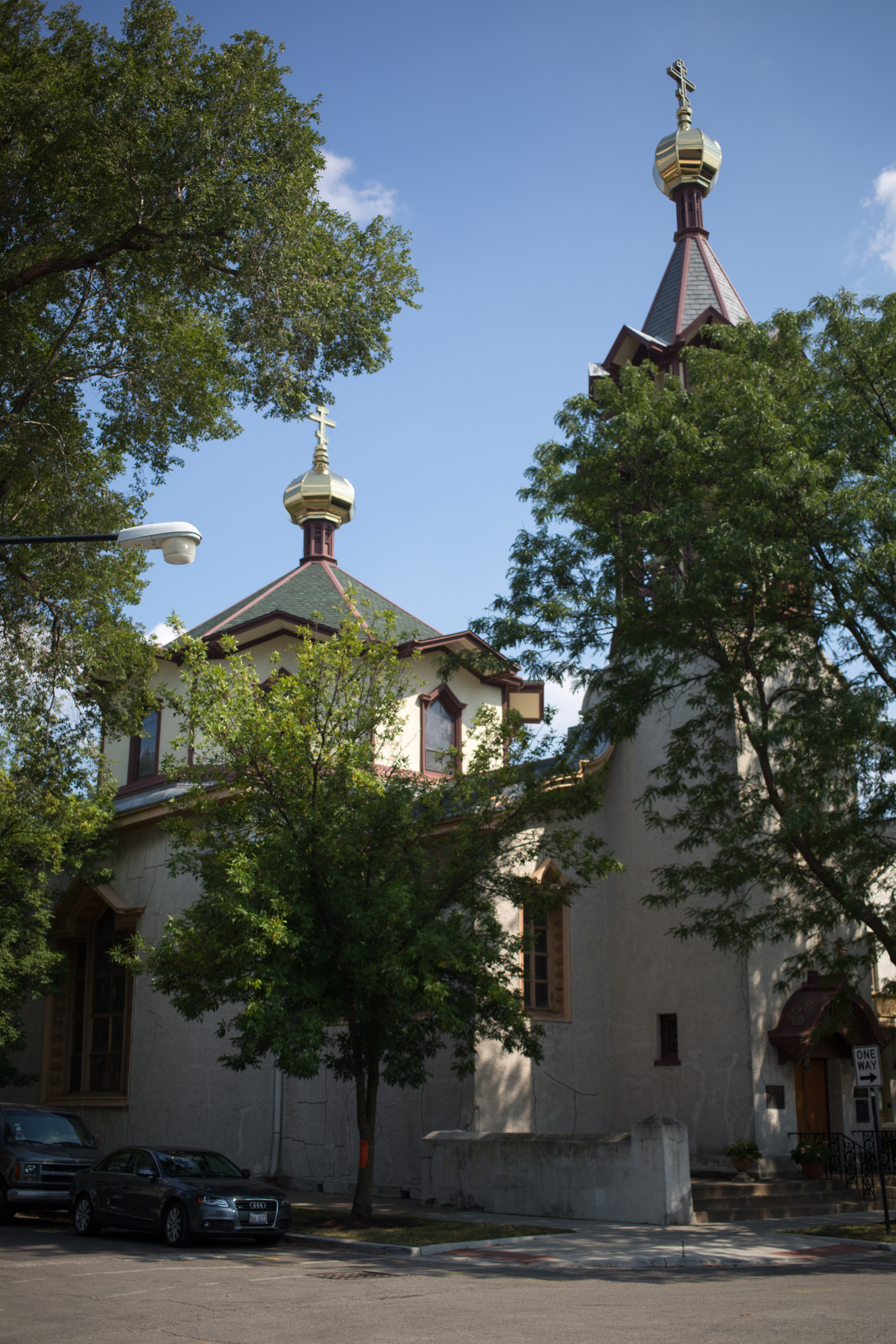
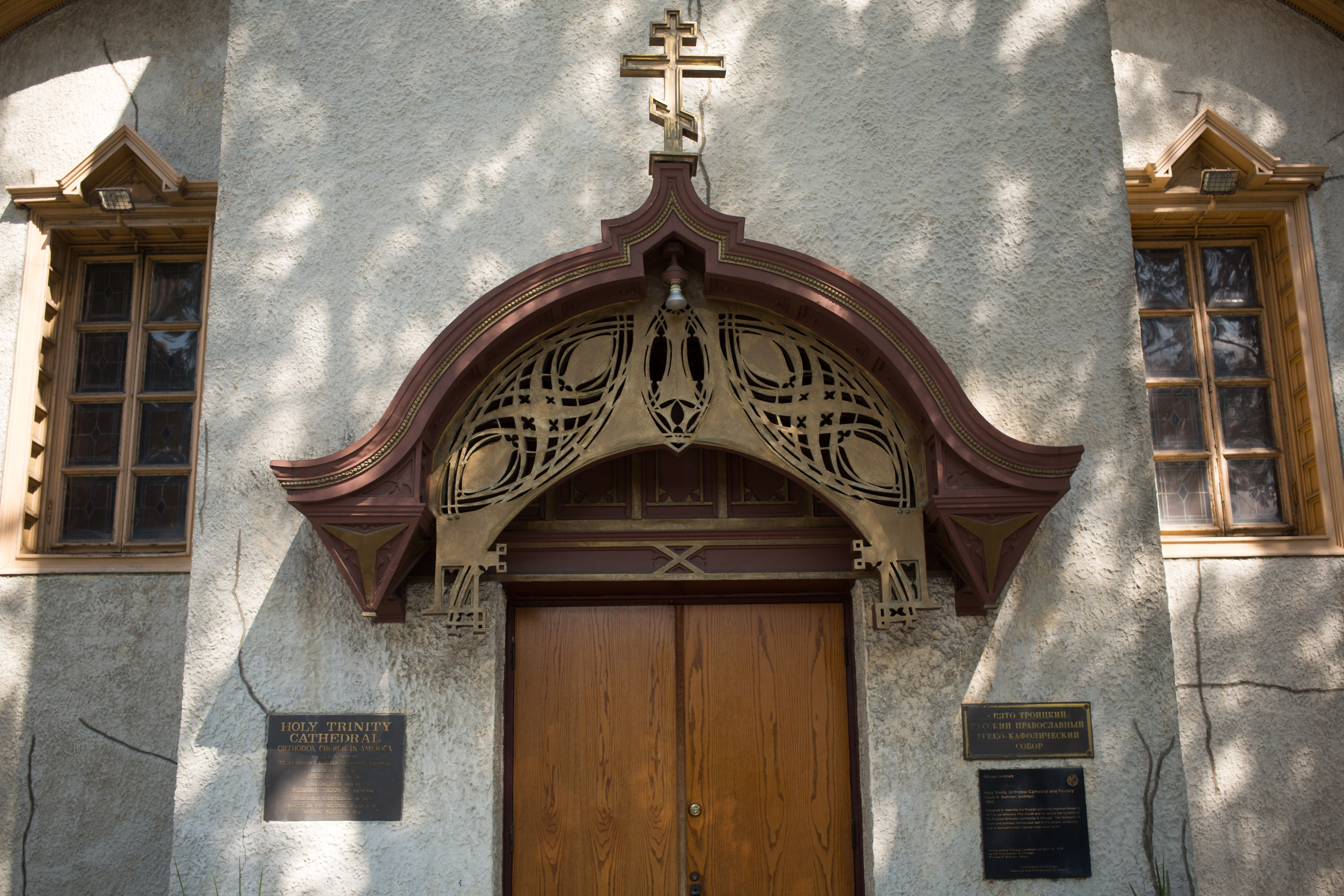
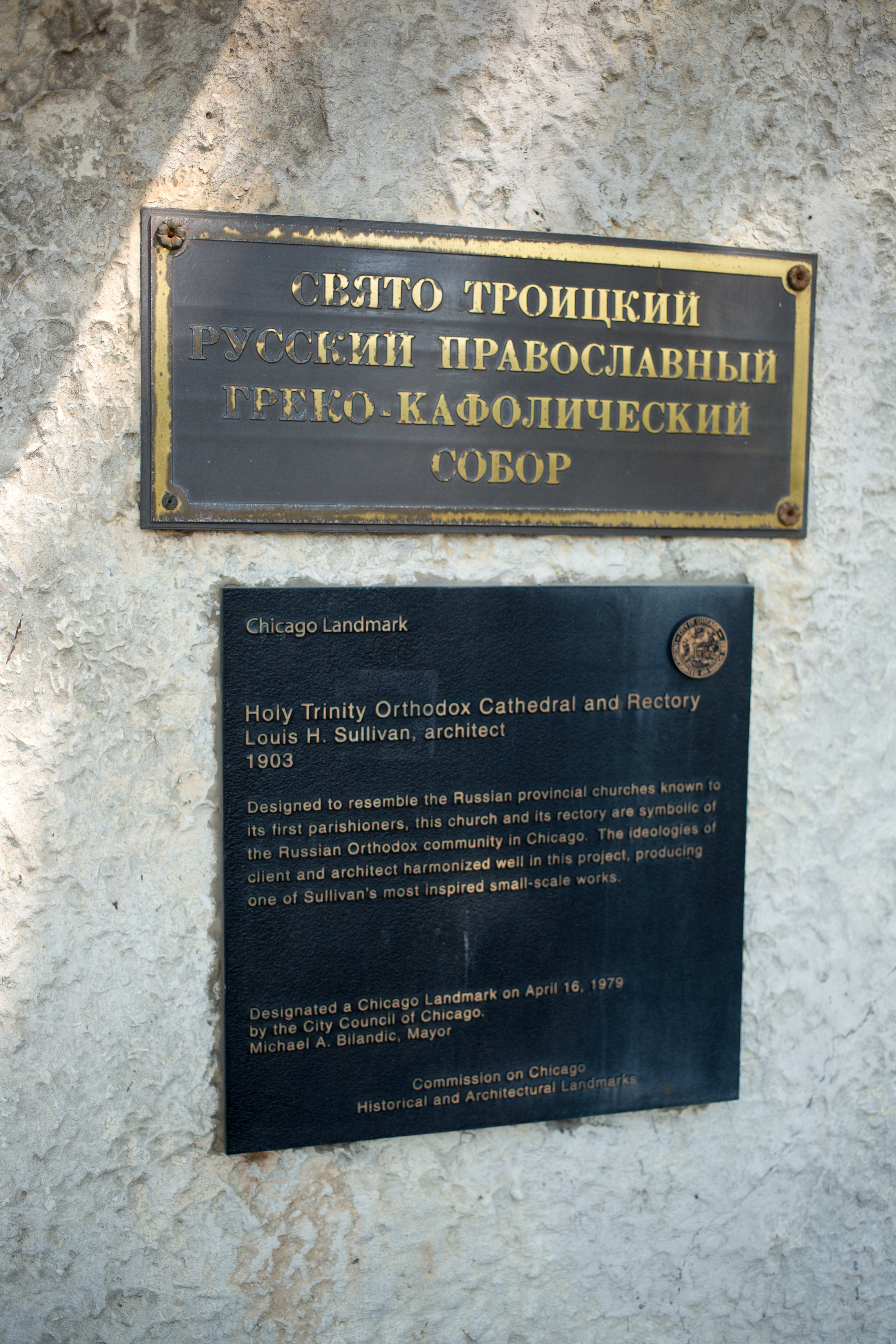